# Trillian
Trillian je instant messaging program, umožňující používat najednou několik komunikačních protokolů (např. ICQ, IRC, AIM, Google Talk, Jabber, Bonjur, MSN Messenger, Yahoo!).
Aktuální verze podporuje definice Wikipedie. Slova známá anglické wikipedii jsou v chatovacích oknech podtrhována a po ponechání kurzoru na známém slově je v bublině zobrazena definice.